# Зазаки језик
Зазаки језик, још познат и као заза, кирманџки, кирдки или димли, индоевропски је језик којим првенствено говори етничка група Заза у Турској. Језик припада западноиранској групи језика, и такође припада зазаки-горани и каспијским језицима. Зазаки дијели много карактеристика, структура и вокабулара са горани језиком, а има поједине сличности са талиш језиком, као и остатком каспијских језика. Број говорника није могуће са сигурношћу одредити, па се по тај број у завиности од извора креће од 1,5 до 2,5 милиона, односно 2 до 4 милиона.